# Maricao
Maricao ist eine der 78 Gemeinden von Puerto Rico. Sie liegt im Westen von Puerto Rico. Sie hatte 2019 eine Einwohnerzahl von 5.430 Personen.

## Geschichte
Die Gemeinde Maricao wurde am 1. April 1874 gegründet. Sie gehörte ursprünglich zur Gemeinde San Germán, aber die Straßen dorthin waren zu lang und fast unpassierbar.
Während des Kaffeebooms im 19. Jahrhundert erlebten Maricao und andere Regionen einen wirtschaftlichen Aufschwung. Als der Kaffeeboom auf der Insel zu Beginn des 20. Jahrhunderts endete, verschlechterten sich die wirtschaftlichen Bedingungen wieder. Viele der alten Plantagenhäuser wurden in Museen umgewandelt, um die Tourismusindustrie anzukurbeln. Puerto Rico hat zwar immer noch eine Nische auf dem Markt für Gourmetkaffee, aber der großflächige Kaffeeanbau, der Maricao aufgebaut hat, ist heute nicht mehr wirtschaftlich.

## Gliederung
Die Gemeinde ist in 7 Barrios aufgeteilt:
1. Bucarabones
2. Indiera Alta
3. Indiera Baja
4. Indiera Fría
5. Maricao Afuera
6. Maricao barrio-pueblo
7. Montoso

## Wirtschaft
Die Wirtschaft von Maricao basierte für Jahrzehnten auf der Landwirtschaft, insbesondere auf Kaffeeplantagen. Inzwischen wurden viele Kaffeeplantagen in Touristenattraktionen umgewandelt.